# Ielîseiivka, Prîmorsk
Ielîseiivka (în ucraineană Єлисеївка) este o comună în raionul Prîmorsk, regiunea Zaporijjea, Ucraina, formată numai din satul de reședință.

## Demografie
Componența lingvistică a comunei Ielîseiivka
     Ucraineană (90,15%)
     Rusă (8,3%)
     Alte limbi (0,82%)
Conform recensământului din 2001, majoritatea populației comunei Ielîseiivka era vorbitoare de ucraineană (90,15%), existând în minoritate și vorbitori de rusă (8,3%).